# Andorra (альбом)
| Совокупная оценка    | Совокупная оценка |
| Источник             | Оценка            |
| -------------------- | ----------------- |
| Metacritic           | 83/100            |
| Оценки критиков      |                   |
| Источник             | Оценка            |
| AllMusic             | [ 2 ]             |
| The A.V. Club        | A−                |
| Entertainment Weekly | A−                |
| Mojo                 | [ 5 ]             |
| NME                  | 8/10              |
| The Observer         | [ 7 ]             |
| Pitchfork            | 8.3/10            |
| Rolling Stone        | [ 9 ]             |
| Spin                 | [ 10 ]            |
| Uncut                | [ 11 ]            |

Andorra  — четвёртый студийный альбом канадского певца Карибу (настоящее имя Дэниел Виктор Снейт) вышел 17 августа 2007 года на лейблах City Slang и Merge Records. Это второй альбом в дискографии Снейта под псевдонимом Caribou.
Он выиграл премию Polaris Music Prize в 2008 году.

## Отзывы
Альбом получил положительные отзывы музыкальной критики и интернет-изданий. В интернет-агрегаторе Metacritic, устанавливающем в среднем оценку до ста, основанную на профессиональных рецензиях, альбом получил 83 балла на основе полученных рецензий, что означает «получил в целом положительные отзывы от критиков».
Джон Буш из AllMusic написал в своём обзоре, что альбом «не столько сборник новаторских звуков и произведений (таких как The Milk of Human Kindness), сколько альбом песен, объединённых его мотивами и желаниями». И добавил далее, что «там меньше „запрограммированного“ звука, хотя постановка насыщена многослойными гармониями и различными перкуссионными линиями, пронизывающими микс». Кэрин Ганц написал в журнале Rolling Stone, что в своём новом творении «студийный вундеркинд Дэн Снейт всё дальше отходит от математического электро-хопа, который он впервые создал в составе группы Manitoba, и всё ближе к неуклюжему психоделическому оркестру, который он разработал под псевдонимом Caribou».
Альбом выиграл премию Polaris Music Prize в 2008 году.

## Список композиций
Слова и музыка всех песен — Дэна Снейта.
| №                   | Название            | Длительность |
| ------------------- | ------------------- | ------------ |
| 1.                  | «Melody Day»        | 4:11         |
| 2.                  | «Sandy»             | 4:10         |
| 3.                  | «After Hours»       | 6:15         |
| 4.                  | «She's the One»     | 4:00         |
| 5.                  | «Desiree»           | 4:12         |
| 6.                  | «Eli»               | 3:03         |
| 7.                  | «Sundialing»        | 4:40         |
| 8.                  | «Irene»             | 3:38         |
| 9.                  | «Niobe»             | 8:51         |
| Общая длительность: | Общая длительность: | 43:00        |

## Чарты
| Чарт (2007)                            | Высшая позиция |
| -------------------------------------- | -------------- |
| США (Billboard 200)                    | 197            |
| США (Billboard Top Heatseekers Albums) | 5              |
| США (Billboard Independent Albums)     | 26             |